# 2012-es Tashkent Open
A 2012-es Tashkent Open női tenisztornát az üzbegisztáni Taskentben rendezték meg 2012. szeptember 10. és 15. között. A verseny International kategóriájú volt. A mérkőzéseket kemény borítású pályákon játszották, 2012-ben tizennegyedik alkalommal.

## Győztesek
Egyéniben a tornagyőzelmet a román Irina-Camelia Begu szerezte meg, a döntőben 6–4, 6–4-re felülmúlva a selejtezőből feljutó, csupán 16 éves Donna Vekićet. Begu pályafutása első WTA-tornáját nyerte meg egyéniben, korábban két döntőt veszített el, mindkettőt 2011-ben, Marbellán, illetve Budapesten.
Párosban a Paula Kania–Palina Pehava-páros győzött, miután a fináléban a 6–2-re megnyert első játszmát követően ellenfelük, az Anna Csakvetadze–Vesna Dolonc-kettős Csakvetadze hátsérülése miatt feladta a mérkőzést. A 19 éves Kania és a 20 esztendős Pehava egyaránt első WTA-versenyüket nyerték meg (az egyest is beleértve). A két játékos juniorként már játszott együtt, a felnőttek mezőnyében azonban első alkalommal alkottak párost.

## Döntők

### Egyéni
Irina-Camelia Begu –  Donna Vekić 6–4, 6–4

### Páros
Paula Kania /  Palina Pehava –  Anna Csakvetadze /  Vesna Dolonc 6–2 feladták

## Világranglistapontok
| Eredmény           | Egyéni | Páros |
| ------------------ | ------ | ----- |
| Győzelem           | 280    | 280   |
| Döntő              | 200    | 200   |
| Elődöntő           | 130    | 130   |
| Negyeddöntő        | 70     | 70    |
| 16 között          | 30     | 1     |
| 32 között          | 1      | –     |
| Főtáblára jutás    | 16     | –     |
| Selejtező (döntő)  | 10     | –     |
| Selejtező (2. kör) | 6      | –     |
| Selejtező (1. kör) | 1      | –     |

## Pénzdíjazás
A torna összdíjazása a többi International versenyhez hasonlóan 220 000 amerikai dollár volt. Az egyéni bajnok 37 000 dollárt, a győztes páros együttesen 11 000 dollárt kapott.
| Eredmény           | Egyéni   | Páros    |
| ------------------ | -------- | -------- |
| Győzelem           | 37 000 $ | 11 000 $ |
| Döntő              | 19 000 $ | 5750 $   |
| Elődöntő           | 10 200 $ | 3100 $   |
| Negyeddöntő        | 5340 $   | 1650 $   |
| 16 között          | 2950 $   | 860 $    |
| 32 között          | 1725 $   | –        |
| Selejtező (döntő)  | 860 $    | –        |
| Selejtező (2. kör) | 460 $    | –        |
| Selejtező (1. kör) | 265 $    | –        |